# Morten Hulgaard
Morten Alexander Hulgaard (ur. 23 sierpnia 1998) – duński kolarz szosowy.

## Osiągnięcia
Opracowano na podstawie:

2016
- 3. miejsce w mistrzostwach Danii juniorów (jazda indywidualna na czas)
- 2. miejsce w mistrzostwach Danii juniorów (start wspólny)

2017
- 2. miejsce w Kernen Omloop Echt-Susteren

2019
- 1. miejsce w klasyfikacji punktowej Tour de la Mirabelle
  - 1. miejsce na etapie 1a
- 2. miejsce w Gylne Gutuer

2020
- 1. miejsce w klasyfikacji młodzieżowej Bałtyk-Karkonosze Tour
- 1. miejsce na 1. etapie Giro della Regione Friuli Venezia Giulia (jazda drużynowa na czas)

2021
- 3. miejsce w Tour Poitou-Charentes en Nouvelle-Aquitaine
  - 1. miejsce w klasyfikacji młodzieżowej
- 3. miejsce w Münsterland Giro

## Rankingi
| Rok             | 2017  | 2018  | 2019 | 2020 | 2021 | 2022  |
| --------------- | ----- | ----- | ---- | ---- | ---- | ----- |
| World Ranking   | 1155. | 1489. | 687. | 701. | 292. | 1455. |
| UCI Europe Tour | 738.  | 946.  | 507. | 562. | 246. | 991.  |
|                 |       |       |      |      |      |       |
| Źródło: UCI     |       |       |      |      |      |       |